# Lilaeopsis novae-zelandiae
Lilaeopsis novae-zelandiae är en flockblommig växtart som först beskrevs av Michel Gandoger, och fick sitt nu gällande namn av Arthur William Hill. Lilaeopsis novae-zelandiae ingår i släktet kryptungesläktet, och familjen flockblommiga växter. Inga underarter finns listade i Catalogue of Life.